# Reinhard Schäfers
Reinhard Schäfers (* 27. Mai 1950) ist ein deutscher Diplomat. Er war bis 2015 Botschafter in Italien, ist verheiratet und hat zwei Kinder.

## Ausbildung
Reinhard Schäfers studierte Rechtswissenschaften und absolvierte 1972 sein erstes und 1975 sein zweites juristisches Staatsexamen. Von 1975 bis 1976 war er Praktikant an der École nationale d’administration (ENA) in Paris und trat 1977 in die Ausbildung zum höheren auswärtigen Dienst ein.

## Beruflicher Werdegang
1979 wurde er als zweiter Sekretär in der Wirtschaftsabteilung des Auswärtigen Amts eingesetzt und war von 1979 bis 1982 Konsul an der deutschen Botschaft in Prag, damals Tschechoslowakische Sozialistische Republik. Von 1982 bis 1985 wurde er als Ständiger Vertreter an der deutschen Botschaft in Mogadischu eingesetzt. Von 1985 bis 1988 war er Referent im Bundeskanzleramt für Ost-West-Fragen, Abrüstung und Sicherheitspolitik. Ab 1988 bis 1991 war Schäfers Botschaftsrat an der deutschen Botschaft in Moskau und zuständig für deutsch-sowjetische Beziehungen und Außen- und Sicherheitspolitik. 1991/92 war er im Auswärtigen Amt im Referat Sowjetunion tätig und war von 1992 bis 1998 Referatsleiter für Mittel-, Ost- und Südosteuropa im Bundeskanzleramt unter Helmut Kohl. Ab 1998 war er Gesandter an der deutschen Botschaft in Paris und wurde 2000 zum Botschafter und Ständigen Vertreter der Bundesrepublik Deutschland bei der Westeuropäischen Union ernannt. Ab 2001 war Schäfers Botschafter und Vertreter der Bundesrepublik Deutschland im Politischen und Sicherheitspolitischen Komitee der EU und ab 2006 Botschafter der Bundesrepublik Deutschland in Kiew. Von August 2008 bis 2012 war er Botschafter der Bundesrepublik Deutschland in Paris. Seine Nachfolgerin in Paris und 2015 in Rom war Susanne Wasum-Rainer.